# Jüdischer Friedhof (Nová Cerekev)
Koordinaten: 49° 25′ 8,3″ N, 15° 7′ 12,8″ O

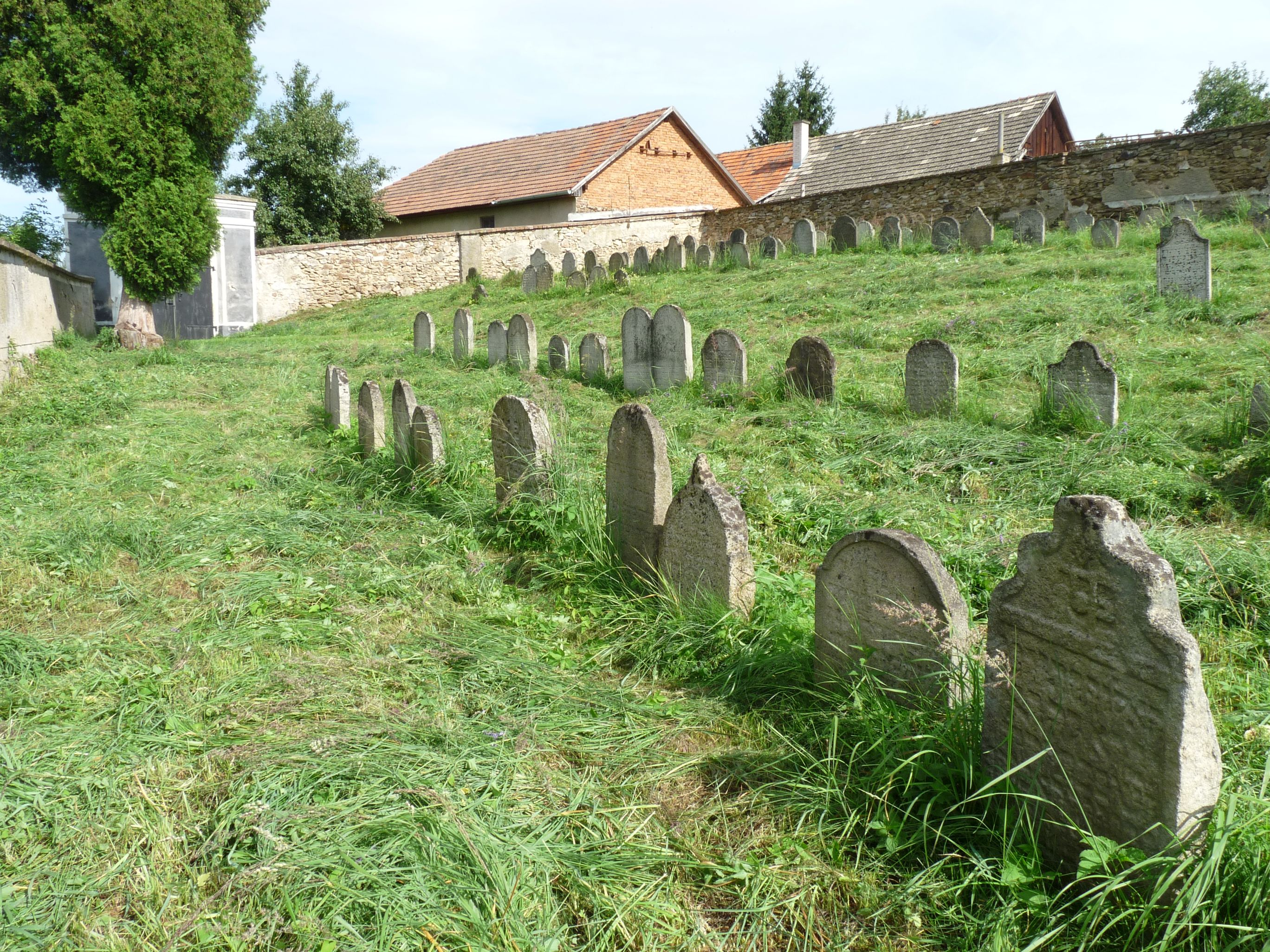
Jüdischer Friedhof in Nová Cerekev

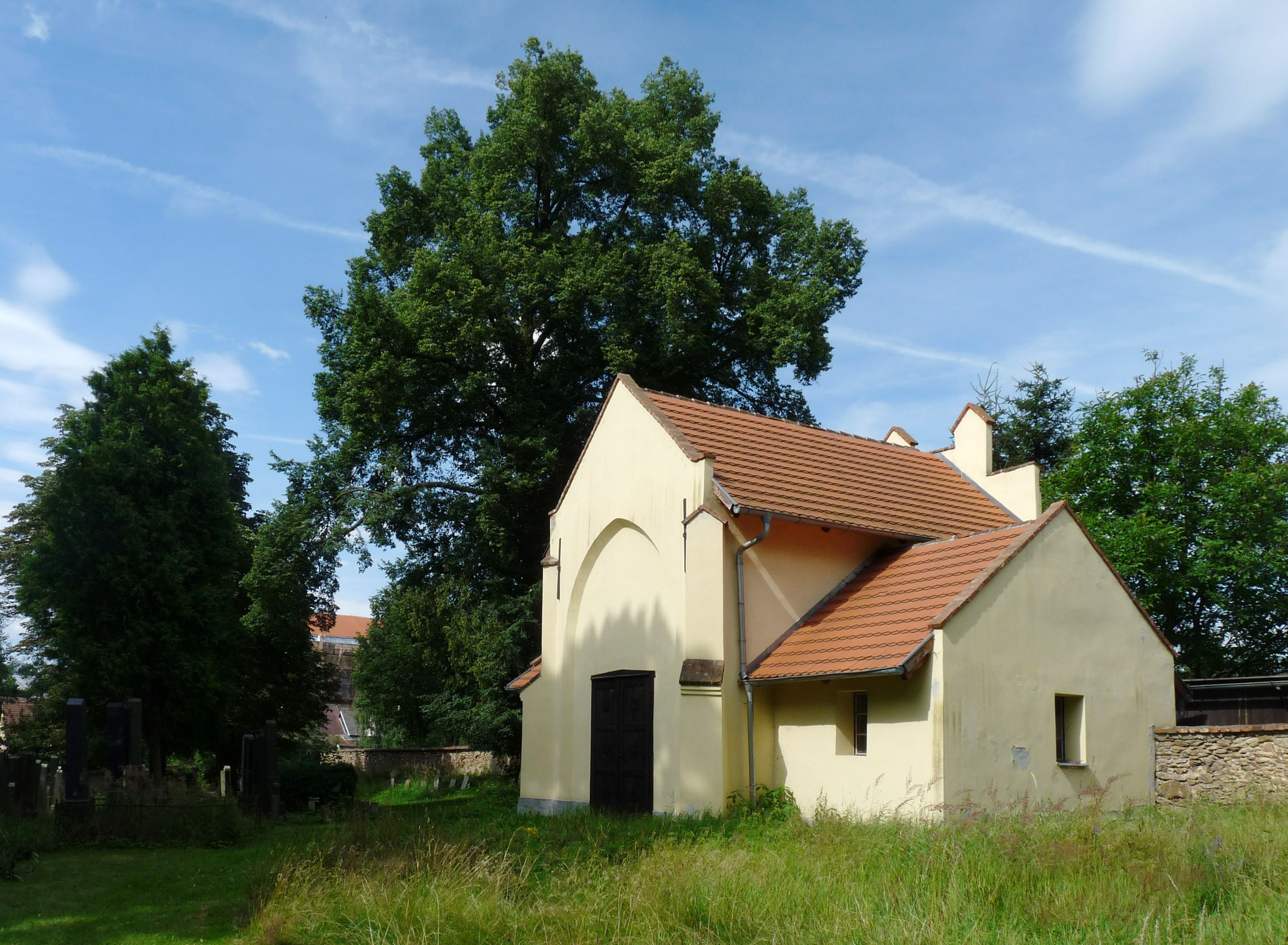
Taharahaus

Der Jüdische Friedhof in Nová Cerekev (deutsch Neu Cerekwe, auch Neu Zerekwe), einer Stadt im Okres Pelhřimov in Tschechien, wurde um 1690 angelegt. Der jüdische Friedhof ist seit 1988 ein geschütztes Kulturdenkmal.
Auf dem Friedhof befinden sich noch circa 450 Grabsteine. Der älteste Grabstein ist aus dem Jahr 1692.